# Superpuchar Rumunii w koszykówce mężczyzn
Superpuchar Rumunii w koszykówce mężczyzn (rum. Super Cupa României de Baschet) – mecz rozgrywany na początku sezonu koszykarskiego między mistrzem Rumunii, a zdobywcą Pucharu Rumunii, organizowany nieregularnie przez Rumuńską Federację Koszykówki dla rumuńskich męskich klubów koszykarskich. 

## Finały
| Rok  | Mistrz Rumunii   | Wynik   | Zdobywca Pucharu  | Hala                | Miejsce   | Prz.          |
| ---- | ---------------- | ------- | ----------------- | ------------------- | --------- | ------------- |
| 2012 | CSU Ploiesti     | 75 – 83 | BCM U Pitești     | Rapid Bukareszt     | Bukareszt | [ 1 ] [ 2 ]   |
| 2014 | Asesoft Ploiești | 73 – 57 | Energia Târgu Jiu | Dinamo Bukareszt    | Bukareszt | [ 3 ] [ 4 ]   |
| 2016 | CSM CSU Oradea   | 67 – 70 | U-BT Cluż-Napoka  | Arena Antonio Alexe | Oradea    | [ 5 ]         |
| 2018 | CSM CSU Oradea   | 76 – 83 | U-BT Cluż-Napoka  | Arena Antonio Alexe | Oradea    | [ 6 ] [ 7 ]   |
| 2019 | CSM CSU Oradea   | 68 – 64 | BC CSU Sibiu      | Arena Antonio Alexe | Oradea    | [ 8 ]         |
| 2021 | U-BT Cluż-Napoka | 89 – 82 | CSO Voluntari     |                     |           | [ 9 ]         |
| 2022 | U-BT Cluż-Napoka | 78 – 76 | CSO Voluntari     | Olimpia Sports      | Ploeszti  | [ 10 ] [ 11 ] |